# Microdon stilboides
Microdon stilboides är en tvåvingeart som beskrevs av Walker 1849. Microdon stilboides ingår i släktet myrblomflugor, och familjen blomflugor. Inga underarter finns listade i Catalogue of Life.